# 朗施泰特
朗施泰特（德語：Langstedt）是德国石勒苏益格－荷尔斯泰因州的一个市镇。总面积13.17平方公里，总人口1050人，其中男性510人，女性540人（2011年12月31日），人口密度80人/平方公里。